# هيدينوري ماغو
هيدينوري ماغو (باليابانية: 真子 秀徳) (3 أغسطس 1982 في فوكوكا في اليابان – )؛ هو لاعب كرة قدم ياباني سابق كان يلعب كحارس مرمى.

## وصلات خارجية
- هيدينوري ماغو على موقع رابطة كرة القدم اليابانية للمحترفين (اليابانية)
- هيدينوري ماغو على موقع قاعدة بيانات كرة القدم.إي يو (الإنجليزية)
- هيدينوري ماغو على موقع Soccerway.com (الإنجليزية)